# Pieter Vink
Pieter Vink (Noordwijkerhout, 1967. március 13. –) holland nemzetközi labdarúgó-játékvezető.

## Pályafutása

### Nemzeti játékvezetés
A játékvezetői vizsgát 1987-ben tette le, majd különböző labdarúgó osztályokban szerezte meg a szükséges tapasztalatokat. 1993-1996 között a holland C-Ligában, 1996-2001 között a B-Ligában, majd ellenőreinek és sportvezetőinek javaslatára 2001-től az A-Liga játékvezetője. A nemzeti játékvezetéstől 2014-ben vonult vissza. Vezetett A-Ligás mérkőzéseinek száma: 286.

### Nemzetközi játékvezetés
A Holland labdarúgó-szövetség Játékvezető Bizottsága 2004-ben terjesztette fel nemzetközi játékvezetőnek, a Nemzetközi Labdarúgó-szövetség (FIFA) bíróinak keretébe.  2007-ben a FIFA elit játékvezetői közé választotta. Az új Wembley Stadion első hivatalos mérkőzését, az Angol U21 – Olasz U21 (3 – 3) irányította. A holland nemzetközi játékvezetők rangsorában, a világbajnokság-Európa-bajnokság sorrendjében  a 9. helyet foglalja el 9 találkozó szolgálatával. Az aktív nemzetközi játékvezetéstől 2011-ben a FIFA 45 éves korhatárát elérve búcsúzott. Válogatott mérkőzéseinek száma: 17.
A játékvezetői szerencsének köszönhetően olyan játékvezetők közé tartozik, aki több nemzetközi mérkőzésen a 4. játékvezető pozícióját betöltve, a sérült játékvezető helyett beugorva vezette tovább a játékot.

#### Világbajnokság
A világbajnoki döntőhöz vezető úton Németországba a XVIII., a 2006-os labdarúgó-világbajnokságra illetve Dél-Afrikába a XIX., a 2010-es labdarúgó-világbajnokságra a FIFA JB bíróként alkalmazta.

##### 2006-os labdarúgó-világbajnokság

###### Selejtező mérkőzés
| Időpont             | Helyszín                 | Mérkőzés típusa           | Mérkőzés               | Eredmény | Nézők száma |
| ------------------- | ------------------------ | ------------------------- | ---------------------- | -------- | ----------- |
| 2005. szeptember 7. | Városi Stadion, Tórshavn | előselejtező (4. csoport) | Feröer-szigetek–Izrael | 0 – 2    | 2240        |

##### 2010-es labdarúgó-világbajnokság

###### Selejtező mérkőzés
| Időpont            | Helyszín                              | Mérkőzés típusa           | Mérkőzés           | Eredmény | Nézők száma |
| ------------------ | ------------------------------------- | ------------------------- | ------------------ | -------- | ----------- |
| 2008 szeptember 6. | Antonis Papadopoulos Stadion, Lárnaka | előselejtező (8. csoport) | Ciprus–Olaszország | 1 – 2    | 6000        |
| 2009. június 6.    | Red Star Stadion, Belgrád             | előselejtező (7. csoport) | Szerbia–Ausztria   | 1 – 0    | 41 000      |

#### Európa-bajnokság

##### U19-es labdarúgó-Európa-bajnokság
Észak-Írország rendezte a 2005-ös U19-es labdarúgó-Európa-bajnokságot, az UEFA JB bíróként foglalkoztatta.
| Időpont          | Helyszín                        | Mérkőzés típusa              | Mérkőzés                             | Eredmény |
| ---------------- | ------------------------------- | ---------------------------- | ------------------------------------ | -------- |
| 2005. július 20. | Showgrounds Stadion, Newry      | csoportmérkőzés (A. csoport) | Észak-Írország–Szerbia és Montenegró | 0 – 1    |
| 2005. július 23. | Mourneview Park Stadion, Lurgan | csoportmérkőzés (B. csoport) | Örményország–Franciaország           | 0 – 1    |
| 2005. július 29. | Windsor Park Stadion, Belfast   | döntő                        | Anglia–Franciaország                 | 1 – 3    |

---
Az európai labdarúgó torna döntőjéhez vezető úton Ausztriába és Svájcba a XIII., a 2008-as labdarúgó-Európa-bajnokságra az UEFA JB játékvezetőként foglalkoztatta.

##### 2008-as labdarúgó-Európa-bajnokság

###### Selejtező mérkőzés
A hivatalosan küldött játékvezető megsérült, azért az UEFA JB megbízta a magyar – norvég találkozó irányításával.
| Időpont             | Helyszín                           | Mérkőzés típusa           | Mérkőzés              | Eredmény | Nézők száma |
| ------------------- | ---------------------------------- | ------------------------- | --------------------- | -------- | ----------- |
| 2006. szeptember 2. | Szusza Ferenc Stadion, Budapest    | előselejtező (C. csoport) | Magyarország–Norvégia | 1 – 4    | 10 500      |
| 2007. június 6      | Darius and Girėnas Stadion, Kaunas | előselejtező (B. csoport) | Litvánia–Olaszország  | 0 – 2    | 7000        |
| 2007. szeptember 8  | Wembley Stadion, London            | előselejtező (E. csoport) | Anglia–Izrael         | 3 – 0    | 85 372      |
| 2007. október 13.   | Hampden Park Stadion, Glasgow      | előselejtező (B. csoport) | Skócia–Ukrajna        | 3 – 1    | 50 589      |
| 2007. november 17.  | Windsor Park Stadion, Belfast      | előselejtező (F. csoport) | Észak-Írország–Dánia  | 2 – 1    | 14 500      |

###### Európa-bajnoki mérkőzés
| Időpont          | Helyszín                   | Mérkőzés típusa              | Mérkőzés                 | Eredmény | Nézők száma |
| ---------------- | -------------------------- | ---------------------------- | ------------------------ | -------- | ----------- |
| 2008. június 8.  | Ernst Happel Stadion, Bécs | csoportmérkőzés (B. csoport) | Ausztria–Horvátország    | 0 – 1    | 51 428      |
| 2008. június 14. | Tivoli Neu, Innsbruck      | csoportmérkőzés (D. csoport) | Svédország–Spanyolország | 1 – 2    | 30 772      |

#### Nemzetközi kupamérkőzések

##### UEFA-kupa
A 2006/2007 évi tornasorozat egyik elődöntőjének első mérkőzésén Eric Braamhaar megsérült, 4. játékvezetőként továbbvezette a találkozót.
| Időpont              | Helyszín                           | Mérkőzés típusa                | Mérkőzés                      | Eredmény |
| -------------------- | ---------------------------------- | ------------------------------ | ----------------------------- | -------- |
| 2007. április 26.    | Estadi Cornellà-El Prat, Barcelona | egyik elődöntő (első mérkőzés) | RCD Espanyol–SV Werder Bremen | 3 – 0    |
| 2004. szeptember 16. | Szusza Ferenc Stadion, Budapest    | selejtező (első kör)           | Újpest FC–VfB Stuttgart       | 1 – 3    |

## Film
Hazájában a népszerűségét jelzi, hogy az IMDb filmes szakportál adatai szerint 2007-ben két tv-filmben is szerepet kapott.

## Politikai pálya
2010-ben a helyhatósági választásokon a VVD Noordwijkerhout jelöltjeként indult.

## Magyar kapcsolat
| Időpont            | Helyszín                              | Mérkőzés típusa              | Mérkőzés                 | Eredmény | Nézők száma |
| ------------------ | ------------------------------------- | ---------------------------- | ------------------------ | -------- | ----------- |
| 2005. november 16. | Georgios Karaiskakis Stadion, Pireusz | felkészülési (804. mérkőzés) | Görögország–Magyarország | 2 – 1    | 12 500      |
| 2006. május 30.    | Old Trafford, Manchester              | felkészülési (808. mérkőzés) | Anglia–Magyarország      | 3 – 1    | 56 323      |